# Standardtillstånd
Inom termodynamiken förekommer begreppet standardtillstånd flitigt. Det betecknas med {\displaystyle ^{\ominus }} eller {\displaystyle ^{\circ }}. Till exempel betecknas standardtrycket {\displaystyle p^{\ominus }=}1 bar och den kemiska standardpotentialen {\displaystyle \mu ^{\ominus }}. Standardtillstånd är praktiska eftersom de tillåter beräkningar, eller åtminstone uppskattningar, av storheter som fri energi och kemisk potential endast utifrån de ingående ämnenas koncentrationer så länge man inte befinner sig alltför långt ifrån de förhållanden som gäller vid standardtillståndet.
Standardtillstånd ger ofta upphov till misstolkning, därför att det är viktigt att specificera vilka standardtillstånd som avses då till exempel värdet av en jämviktskonstant anges. Standardtillstånden uppkommer nämligen implicit vid mätningar av jämviktskonstanter. Se t.ex. artikeln om kemisk potential. Detta gör att det inte är möjligt att jämföra jämviktskonstanter med varandra om man inte vet vilka standardtillstånd som använts. För att ytterligare komplicera det hela är flera av de vanligaste standardtillstånden hypotetiska, det vill säga de är tillstånd som ämnen i verkligheten aldrig kan befinna sig i.

## Vanliga standardtillstånd
I tabellen nedan listas några vanliga standardtillstånd, vilken koncentrationsenhet som är naturlig för varje standardtillstånd, när det är lämpligt att använda och vad det betyder om aktivitetsfaktorn är ett vid alla koncentrationer.
| Standardtillstånd                                                                    | Lämpligt användningsområde             | Vanlig enhet | Enhetsbeteckning         | Definition av aktivitet                                                                                               | Tolkning av blandning där aktivitetskoefficienten är 1                                                                                        |
| Ideal gas vid 1 bar (ofta realistiskt)                                               | Gaser                                  | bar eller Pa | p                        | {\displaystyle {\frac {\gamma \cdot p}{p^{\ominus }}}} {\displaystyle \gamma \to 1} då {\displaystyle p\to 0}         | Gasen är ideal |
| Ideal gas vid 1 molar (hypotetiskt)                                                  | Teoretisk modellering av t.ex. vätskor | molar        | c eller [x] (x är ämnet) | {\displaystyle {\frac {\gamma \cdot [x]}{\mathrm {1\,M} }}} {\displaystyle \gamma \to 1} då {\displaystyle [x]\to 0}  | Ämnet beter sig som en ideal gas. |
| Rent ämne                                                                            | Nästan rena vätskor eller fasta ämnen  | molbråk      | x                        | {\displaystyle \gamma \cdot x} {\displaystyle \gamma \to 1} då {\displaystyle x\to 1}                                 | Blandningen är en ideal lösning (dvs samma slags interaktioner mellan alla ingående ämnen). Raoults lag gäller.                               |
| Koncentrationen 1 M fast med omgivning som vid oändlig utspädning (hypotetiskt)      | Upplösta ämnen i låga koncentrationer  | molar        | c eller [x] (x är ämnet) | {\displaystyle {\frac {\gamma \cdot [x]}{\mathrm {1\,M} }}} {\displaystyle \gamma \to 1} då {\displaystyle [x]\to 0}  | Ämnet beter sig som vid oändlig utspädning. Henrys lag gäller. Detta är den vanligaste kemiska standardpotentialen för ämnen i vattenlösning. |
| Koncentrationen 1 mol/kg fast med omgivning som vid oändlig utspädning (hypotetiskt) | Upplösta ämnen i låga koncentrationer  | molal        | m                        | {\displaystyle {\frac {\gamma \cdot m}{\mathrm {1\,mol/kg} }}} {\displaystyle \gamma \to 1} då {\displaystyle m\to 0} | Ämnet beter sig som vid oändlig utspädning. Henrys lag gäller.                                                                                |
| Rent ämne fast med omgivning som vid oändlig utspädning (hypotetiskt)                | Upplösta ämnen i låga koncentrationer  | molbråk      | x                        | {\displaystyle \gamma \cdot x} {\displaystyle \gamma \to 1} då {\displaystyle x\to 0}                                 | Ämnet beter sig som vid oändlig utspädning. Henrys lag gäller.                                                                                |